# پسربچه (فیلم ۱۹۹۶)
پسربچه (به هندی: Loafer) فیلمی محصول سال ۱۹۹۶ و به کارگردانی دیوید داوان است. در این فیلم بازیگرانی همچون آنیل کاپور، جوهی چاولا، موکش ریشی، گلشن گروور، فریده جلال، شاکتی کاپور، کولبوشان کارباندا، تیکو تالسانیا ایفای نقش کرده‌اند.